# 馬爾伊夫卡 (扎波羅熱區)
47°41′25″N 34°59′31″E / 47.69028°N 34.99194°E

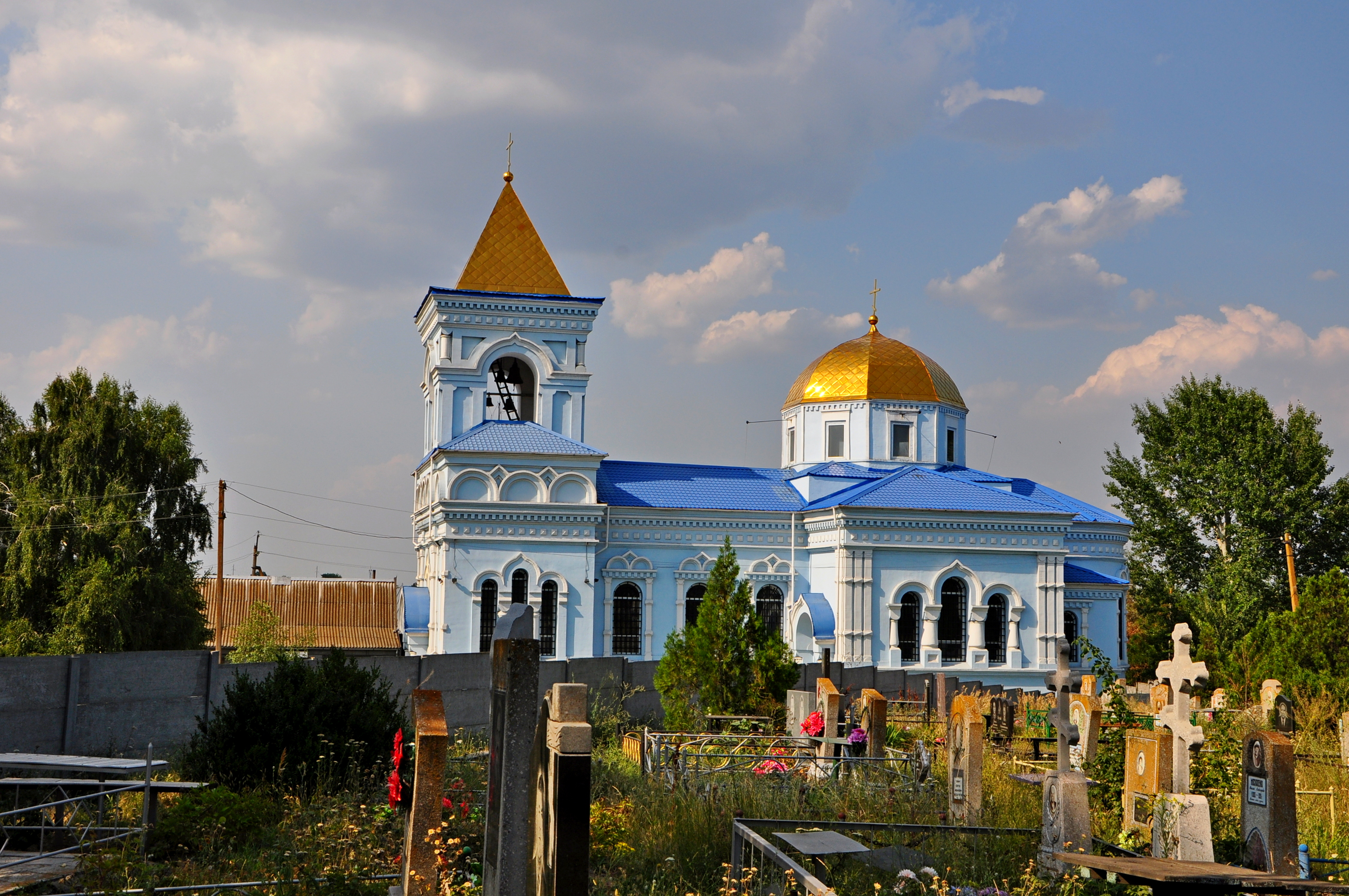
教堂

馬爾伊夫卡（烏克蘭語：Мар'ївка）是位於烏克蘭東南部的村莊，由扎波羅熱州扎波羅熱区的比倫凱市鎮負責管轄。該村始建於1781年，面積80.5平方公里，海拔高度87米，2001年人口1,796，人口密度每平方公里22.3人。